# اولا اسندروپ
اولاً اسندروپ (انگلیسی: Ulla Essendrop؛ زادهٔ ۱ دسامبر ۱۹۷۶) مجری تلویزیون و خبرنگار اهل دانمارک است. در سال ۲۰۱۳، او نمایش تلویزیونی Essendrop & Eliten خود را داشت. او همچنین به عنوان خبرنگار ورزشی در TV2 Sporten مشغول به کار شده‌است و همچنین میزبان Rod i familien در DR1 است.
او میزبان تخصیص نهایی، نیمه نهایی و تمام کنفرانس‌های مطبوعاتی برای مسابقه یوروویژن ۲۰۱۴ در کپنهاگ بود. اسندروپ همچنین سخنگوی دانمارکی برای مسابقه یوروویژن ۲۰۱۶ بود و در مسابقه یوروویژن ۲۰۱۷ خواهد بود. او در کلکته هند متولد شد، اما در سه سالگی توسط یک زن و شوهر دانمارکی به فرزند خواندگی پذیرفته شد و به دانمارک منتقل شد.